# Isaac Osbourne
Isaac Samuel Osbourne (Birmingham, 22 giugno 1986) è un ex calciatore inglese, di ruolo centrocampista.